# 舒梅 (顿涅茨克州)
舒梅（羅馬化：Shumy）是乌克兰東部顿涅茨克州巴赫穆特区托列茨克市镇的乡村居民点。2024年起由俄羅斯占領，俄方將該定居點劃為顿涅茨克人民共和国戈尔洛夫卡市议会下的乡村居民点。

## 历史
该村于2014年顿巴斯战争期间被頓巴斯親俄武裝占领，但在2018年夏天被乌克兰军队收复。
2021年3月26日，俄罗斯军队向该村附近的乌军阵地发射迫击炮，造成四名乌克兰军人死亡。
2024年6月21日，俄军部队占领了该村，并于7月初开始向托雷茨克市镇内的其它定居点推进。

## 人口统计
根据2001年烏克蘭人口普查，该村的人口为95人。该村人口的母语比率占比：
- 乌克兰语：15.79%
- 俄语：84.12%